# Synaphridae
Synaphridae là một họ nhện thuộc bộ Araneae. Họ này có 3 chi, tổng cộng có 12 loài.

## Các chi và loài
Africepheia Miller, 2007
- Africepheia madagascariensis Miller, 2007 (Madagascar)

Cepheia Simon, 1894
- Cepheia longiseta (Simon, 1881) (miền nam Europe)

Synaphris Simon, 1894
- Synaphris agaetensis Wunderlich, 1987 (Canary Is.)
- Synaphris calerensis Wunderlich, 1987 (Canary Is.)
- Synaphris dalmatensis Wunderlich, 1980 (Croatia)
- Synaphris franzi Wunderlich, 1987 (Canary Is.)
- Synaphris lehtineni Marusik, Gnelitsa & Kovblyuk, 2005 (Ukraine)
- Synaphris letourneuxi (Simon, 1884) (Egypt)
- Synaphris orientalis Marusik & Lehtinen, 2003 (Turkmenistan)
- Synaphris saphrynis Lopardo et al., 2007 (Spain)
- Synaphris schlingeri Miller, 2007 (Madagascar)
- Synaphris toliara Miller, 2007 (Madagascar)